# Else-Marthe Sørlie-Lybekk
Else-Marthe Sørlie-Lybekk, née le 11 septembre 1978 à Gjøvik, est une ancienne handballeuse norvégienne, évoluant au poste de pivot, championne olympique en 2008.
Avec la sélection norvégienne, elle possède les trois titres majeurs à son palmarès :  championne du monde en 2001, double championne d'Europe et enfin championne olympique en 2008. 

## Palmarès

### Club
compétitions internationales
- finaliste de la coupe d'Europe des vainqueurs de coupe en 2001 (avec Nordstrand IF)

compétitions nationales
- vainqueur de la coupe de Norvège en 2002 (avec Nordstrand IF)
- championne d'Allemagne en 2006 (avec HC Leipzig)
- vainqueur de la coupe d'Allemagne (3) en 2006, 2007 et 2008 (avec HC Leipzig)

### Sélection nationale
Jeux olympiques 
- médaille d'or aux Jeux olympiques de 2008 à Pékin,  Chine
- Médaille de bronze aux Jeux olympiques de 2000 à Sydney,  Australie

Championnat du monde 
- finaliste du Championnat du monde 2007,  France[2]
- vainqueur du Championnat du monde 2001,  Italie
- finaliste du Championnat du monde 1999,  Norvège

Championnat d'Europe 
- vainqueur du Championnat d'Europe 2006,  Suède
- vainqueur du Championnat d'Europe 2004,  Hongrie
- finaliste du Championnat d'Europe 2002,  Danemark